# Valentina Durán
Valentina  Durán Medina es una jurista internacional en derecho ambiental y del cambio climático, profesora de derecho de la Universidad de Chile y directora del Centro de Derecho Ambiental (CDA) de esa casa de estudios. Además de coordinar la Clínica de Derecho Ambiental y Resolución de Conflictos, Durán es Abogada principal para la paz, la justicia y la gobernanza en el Center for International Sustainable Development Law.
En 2022 es nombrada como la directora ejecutiva del Servicio de Evaluación Ambiental durante el gobierno de Gabriel Boric.

## Educación
Durán completó sus estudios de pregrado en la Universidad de Chile obteniendo una Licenciatura en Ciencias Jurídicas y Sociales en 1994 y es abogada licenciada en Chile. Posteriormente Durán obtuvo un Diploma de Estudios Avanzados (DEA) del París I Panteón-Sorbonne.

## Carrera profesional
Durán inició su carrera académica como profesora en la Universidad de Chile en el año 2000. En 2017 fue nombrada Directora del Centro de Derecho Ambiental (CDA). También es profesora de la Clínica de Derecho Ambiental del Departamento Clínico de la misma Facultad. También es Consejera Principal para la Paz, la Justicia y la Gobernanza en el Centro para el Derecho Internacional del Desarrollo Sostenible.
Durán fue gerente Legal de la consultora Gestión de la calidad ambiental (GESCAM), y es miembro del directorio de Comunidad Mujer. También fue Directora de la Asociación de Abogadas de Chile y es miembro del directorio del think tank Espacio Público.
Durán también fue miembro de la Comisión de Litio del Ministerio de Minería en 2014.
El 30 de marzo de 2022 es nombrada como la nueva directora ejecutiva del Servicio de Evaluación Ambiental en el gobierno de Gabriel Boric.